# モハマド・ラズマン・ロスラン
モハマド・ラズマン・ロスラン（マレー語: Mohd Razman Roslan、1984年8月14日 - ）は、マレーシアの元サッカー選手。元マレーシア代表。現役時代のポジションはDF。

## クラブ歴
セランゴールFAで長く過ごした選手で、2009年、2010年にはマレーシア・スーパーリーグを制した。
その後2012年にパハンFAに移籍し、ダミオン・スチュワートとの連携で活躍した。
2016年にセランゴールFAに復帰した。

## 代表歴
2010年11月にはラヤゴパル・クリシュナサミ監督からノルハフィズ・ザマニ・ミスバーの代わりとして代表初招集を受け、インドネシア代表戦2試合に出場した。マレーシア代表はこの大会で史上初の優勝を果たした。

## タイトル

### クラブ
セランゴールFA
- マレーシア・スーパーリーグ: 2009, 2010
- マレーシア・プレミアリーグ: 2005
- マレーシアカップ: 2005
- ピアラFAマレーシア: 2005, 2009
- スルタン・ハジ・アフメド・シャー・カップ: 2009, 2010

パハンFA
- マレーシアカップ: 2013, 2014
- ピアラFAマレーシア: 2014
- スルタン・ハジ・アフメド・シャー・カップ: 2014

### 代表
- 東南アジアサッカー選手権: 2010